# Capillogryllus
Capillogryllus är ett släkte av insekter. Capillogryllus ingår i familjen syrsor.
Kladogram enligt Catalogue of Life:
| Capillogryllus | \| \| Capillogryllus dolabripalpis \| \| \| \| \| \| Capillogryllus exilipalpis \| \| \| \| |
|                | \| \| Capillogryllus dolabripalpis \| \| \| \| \| \| Capillogryllus exilipalpis \| \| \| \| |
|                | Capillogryllus dolabripalpis                                                                |
|                |                                                                                             |
|                | Capillogryllus exilipalpis                                                                  |
|                |                                                                                             |